# Sfera
Cet article concerne les satellites géodésiques russes. Pour la constellation de satellites, voir Sfera (constellation de satellites).
Sfera (en russe : Сфера, sphère) est une série de 18 satellites géodésiques soviétiques   placés en orbite entre 1968 et 1978. Ces satellites ont permis à l'Union soviétique de définir un nouveau système géodésique plus précis avec à la fois des applications militaires et civiles.

## Contexte
Les Sfera sont les premiers satellites géodésiques soviétiques. Leur développement, qui débute en 1965, est confié au consortium NPO-PM. Dans le contexte de la Guerre froide, les militaires soviétiques ont besoin de cartes plus précises et de disposer d'une meilleure connaissance des irrégularités du champ gravitationnel de la Terre pour améliorer la précision de leurs missiles à longue portée. Le premier Sfera est lancé le 20 février 1968 par un lanceur Cosmos-3M depuis le cosmodrome de Plesetsk. Les premiers satellites Sfera sont placés typiquement sur une orbite circulaire de 1 200 km avec une inclinaison de 74°. À cette altitude, le satellite n'est pas freiné par l'atmosphère résiduelle et les modifications de son orbite sont essentiellement liés aux variations du champ de gravité de la Terre. Alors que la durée de vie prévue est de 6 mois, le premier satellite reste opérationnel 19 mois mais met en évidence des problèmes techniques qui ne seront résolus qu'en 1972. Le système est déclaré opérationnel en 1973. En tout, 18 Sfera sont lancés depuis le cosmodrome de Plesetsk par des lanceurs Cosmos-3M. Le dernier Sfera est lancé le 26 décembre 1978 et reste opérationnel jusqu'au 1er mai 1980,. Ces satellites ont permis à l'Union soviétique de définir un nouveau système géodésique en mesurant avec une précision de 25  à   30 mètres les distances entre des points éloignés. Il a permis de remplacer l'ancien système géodésique soviétique datant de 1942 (KS-42) avec à la fois des applications militaires (précision des missiles balistiques) mais également civiles. Les satellites Sfera ont été remplacés par la série des Geo-IK dont le premier exemplaire a été lancé en 1981.

## Caractéristiques techniques
Le satellite Sfera, d'une masse de 880 kg, utilise une plateforme KAUR-1 ayant la forme d'une cylindre de 2,035 mètres de diamètre et recouvert de cellules solaires et de radiateurs. L'orientation du satellite est maintenue de manière passive par gradient de gravité. Un compartiment scellé de manière hermétique contient les batteries chimiques utilisées pour alimenter un émetteur radio et des lampes-flash. Ces dernières permettent de photographier les satellites sur fond d'étoiles et de déterminer leur position avec une précision de 3 à 6 secondes d'arc. En effectuant de manière simultanée 3 à 4 photos du même satellite depuis des points éloignés les uns des autres, on peut déterminer la distance entre ces points avec une précision de 25  à   30 mètres. Par ailleurs, l'émetteur radio permet de déterminer la vitesse du satellite avec une précision de 0,1 mètre par seconde grâce à l'effet Doppler.

## Lancements
| Numéro | Désignation | Date de lancement | Base de lancement | Masse au lancement kg | Identifiant NSSDC | Identifiant NORAD | Inclinaison | Apogée km | Périgée km |
| ------ | ----------- | ----------------- | ----------------- | --------------------- | ----------------- | ----------------- | ----------- | --------- | ---------- |
| 1      | Kosmos-203  | 20 février 1968   | LC132             | 600 kg                | 1968-011A         | 3129              | 74,1°       | 1201      | 1183       |
| -      | -           | 4 juin 1968       | LC132/2           | Échec                 | Échec             | Échec             | Échec       | Échec     | Échec      |
| 2      | Kosmos-256  | 30 novembre 1968  | LC132/1           | 600 kg                | 1968-106A         | 3576              | 74,1°       | 1223      | 1172       |
| 3      | Kosmos-272  | 17 mars 1969      | LC132/1           | 600 kg                | 1969-024A         | 3818              | 74,0°       | 1208      | 1178       |
| 4      | Kosmos-312  | 24 novembre 1969  | LC132/1           | 600 kg                | 1969-103A         | 4254              | 74,0°       | 1175      | 1141       |
| 5      | Kosmos-409  | 28 avril 1971     | LC132/1           | 600 kg                | 1971-038A         | 5180              | 74,0°       | 1218      | 1183       |
| 6      | Kosmos-457  | 20 novembre 1971  | LC132/2           | 600 kg                | 1971-099A         | 5614              | 74,0°       | 1211      | 1176       |
| 7      | Kosmos-480  | 25 mars 1972      | LC132/1           | 600 kg                | 1972-019A         | 5905              | 83,0°       | 1199      | 1173       |
| 8      | Kosmos-539  | 21 décembre 1972  | LC132/2           | 600 kg                | 1972-102A         | 6319              | 74,0°       | 1379      | 1342       |
| 9      | Kosmos-585  | 8 septembre 1973  | LC132/2           | 600 kg                | 1973-064A         | 6825              | 74,0°       | 1424      | 1364       |
| 10     | Kosmos-650  | 29 avril 1974     | LC132/2           | 600 kg                | 1974-028A         | 7281              | 74,0°       | 1401      | 1368       |
| 11     | Kosmos-675  | 29 août 1974      | LC132/2           | 600 kg                | 1974-069A         | 7424              | 74,1°       | 1424      | 1364       |
| 12     | Kosmos-708  | 12 février 1975   | LC132/1           | 600 kg                | 1975-012A         | 7663              | 69,2°       | 1410      | 1368       |
| 13     | Kosmos-770  | 24 septembre 1975 | LC132/1           | 650 kg                | 1975-089A         | 8325              | 83,0°       | 1208      | 1165       |
| 14     | Kosmos-842  | 21 juillet 1976   | LC132/1           | 650 kg                | 1976-070A         | 9025              | 83,0°       | 1006      | 966        |
| 15     | Kosmos-911  | 25 mai 1977       | LC132/2           | 700 kg                | 1977-039A         | 10019             | 83,0°       | 999       | 965        |
| 16     | Kosmos-963  | 24 novembre 1977  | LC132/1           | 650 kg                | 1977-109A         | 10491             | 82,9°       | 1206      | 1179       |
| 17     | Kosmos-1067 | 26 décembre 1978  | LC132/2           | 880 kg                | 1978-122A         | 11168             | 83,0°       | 1213      | 1156       |